# Larix pendula
Larix pendula là một loài thực vật hạt trần trong họ Pinaceae. Loài này được Aiton Salisb. mô tả khoa học đầu tiên năm 1807.